# Skyfall
Med skyfall menas stora mängder nederbörd på kort tid, ofta regn. Definitionen enligt SMHI är minst 50 mm per timme eller minst 1 mm på en minut. Mindre mängder kan också uppfattas som skyfall av allmänheten, och då kan uttrycket "skyfallsliknande regn" användas.
När minst 90 mm faller på 24 timmar leder det till höga flöden i vattendrag med risk för ras och översvämningar.
I Sverige förekommer skyfall i hela landet, men är allra vanligast i södra delen. Korta skyfall (15 minuter) i Sverige uppstår särskilt på eftermiddagar och tidiga kvällar i juli.